# Ян Шаншань
Ян Шаншань (*楊上善; 585—670) — китайский врач и государственный служащий времен династий Суй и Тан.

## Биография
Родился в 585 году. О месте рождения ничего не известно. В юности изучал медицинскую науку. О первых шагах карьеры нет четких сведений. Однако уже при императоре Ян-ди был известным врачом и занимал должность придворного медика.
Свое положение Ян Шаншань сохранил и при новой династии Тан. При императоре Гао-цзуна в 656—660 годах занимал должность ученого-цензора. До конца жизни пользовался поддержкой императора.

## Медицинская деятельность
В 666 году по приказу императора Гао-цзуна начал написание книги-комментария «Хуанди нэй цзин тай су» («Величайшая простота Канона Желтого императора о внутреннем»), в которой произвел систематизированное исследование «Хуанди нэй цзин» («Канон Желтого императора о внутреннем»), снабдив текст своими комментариями.
Особое внимание уделял чжэньцзю-терапии. Является автором книги «Хуанди нэй цзинмин тан» (Точки из Светлой залы «Канона Желтого императора о внутреннем»), специально посвященной канальным точкам. Во времена правления династии Тан эта книга считалась основным учебным пособием в процессе обучения чжэньцзю-терапии. Впоследствии была утеряна (сохранился лишь один том-цзюань из 30).